# Klempnern (Mathematik)

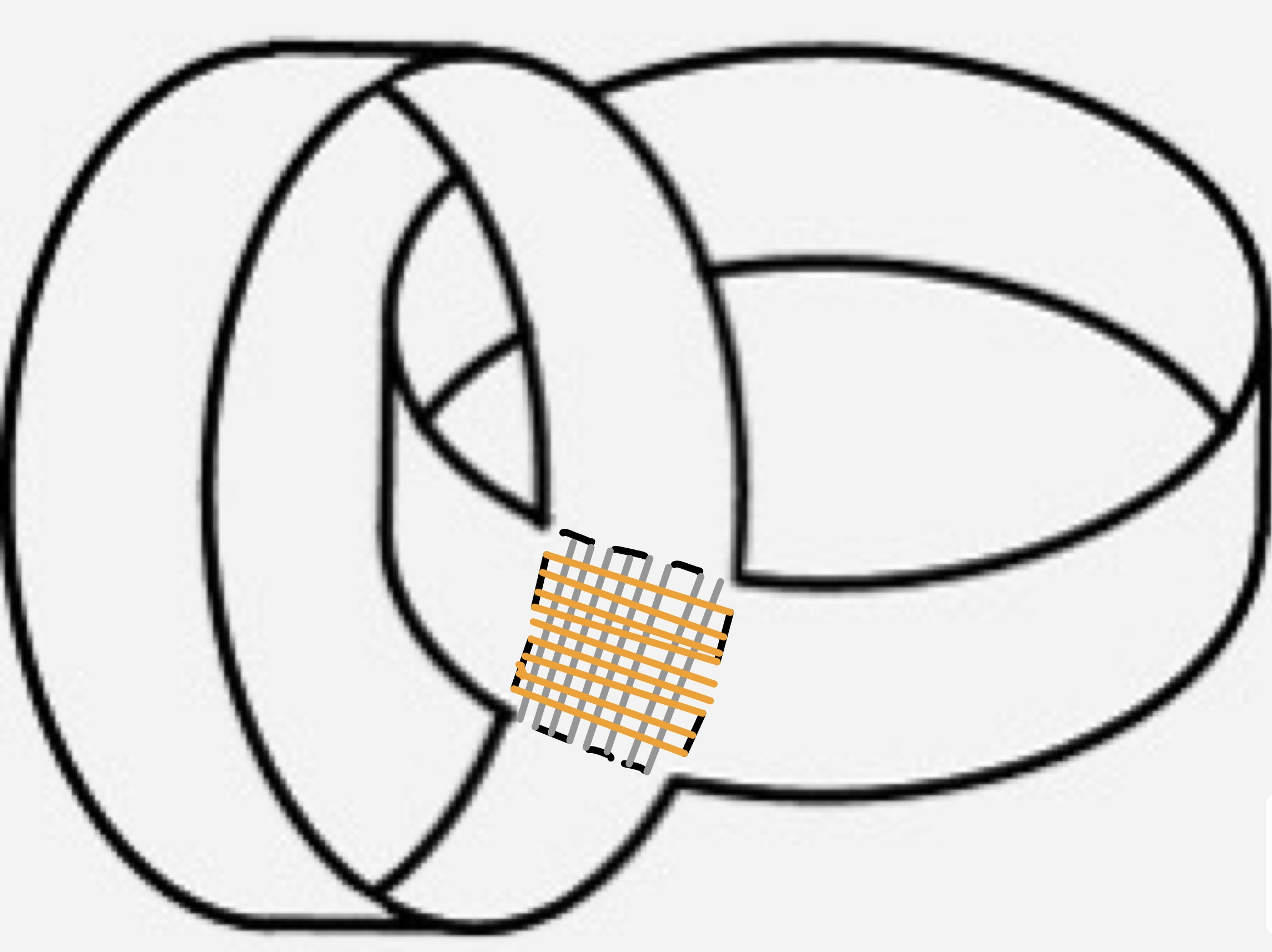
Klempnern zweier -Bündel über gibt eine 2-Mannigfaltigkeit, den punktierten Torus.

In der Mathematik ist Klempnern (engl. plumbing) eine Methode zur Konstruktion von Mannigfaltigkeiten.
Gegeben seien zwei {\displaystyle D^{n}}-Bündel {\displaystyle E_{1},E_{2}} über {\displaystyle n}-dimensionalen Mannigfaltigkeiten {\displaystyle M_{1},M_{2}}. Man wähle in {\displaystyle M_{1},M_{2}} Kreisscheiben {\displaystyle D_{1}^{n},D_{2}^{n}}. Über diesen sind die Bündel trivialisierbar, können also mit {\displaystyle D_{1}^{n}\times D_{2}^{n}} bzw. {\displaystyle D_{2}^{n}\times D_{1}^{n}} identifiziert werden. Vermittels der Abbildung {\displaystyle (x,y)\to (y,x)} kann man {\displaystyle D_{1}^{n}\times D_{2}^{n}} mit {\displaystyle D_{2}^{n}\times D_{1}^{n}} verkleben. Den Quotientenraum bezeichnet man als die durch Klempnern der beiden Kreisscheibenbündel erhaltene Mannigfaltigkeit.
Zu einem Graphen, mit dessen Knoten jeweils Kreisscheibenbündel assoziiert sind, kann man eine geklempnerte Mannigfaltigkeit konstruieren, indem man obige Konstruktion durchführt für alle diejenigen Paare von Kreisscheibenbündeln, deren zugehörige Knoten im Graph durch eine Kante verbunden sind.